# Скугарєв Вадим Костянтинович
Ску́гарєв Вади́м Костянти́нович (30 квітня 1928, Київ, Київська округа, УСРР, СРСР — 17 січня 1987, Київ, УРСР, СРСР) — український радянський архітектор.

## Біографія
Народився в Києві, у родині інженера Костянтина Івановича Скугарєва і викладачки німецької мови Анастасії Миколаївни Скугарєвої-Щелковської. Дитинство пройшло на Трухановому острові, де до війни жили його батьки. У 1946 році сім'я переїхала на Андріївський узвіз. У 1951 році Вадим Скугарєв закінчив архітектурний факультет Київського інженерно-будівельного інституту, був учнем Йосипа Юлійовича Каракіса.
Після закінчення інституту працював науковим співробітником у Київському науково-дослідному і проєктному інституті містобудування Держбуду УРСР. Був одним з авторів проєкту станції Московського метрополітену «Київська» Кільцевої лінії, за що був представлений до Сталінської премії. З його ім'ям пов'язано також будівництво станції «Вокзальна» Київського метрополітену. Проєктував житлові та громадські будівлі, сільські гідроелектростанції, а також малі архітектурні форми в містах і селах України і Росії. У 1961 році захищає кандидатську дисертацію. У тому ж році одружується з журналісткою Ольгою Леонідівною Гарицькою. У 1962 році народилася дочка Марина. У 1966 році затверджений у вченому званні старшого наукового співробітника за спеціальністю «архітектура».
У 1969 році був запрошений на викладацьку роботу в Дагестанський державний університет до Махачкали. З 1969 по 1985 рік працював у місті Махачкала, Дагестанська АРСР. З 1973 року обіймає посаду завідувача кафедрою декоративно-прикладного мистецтва художньо-графічного факультету в Дагестанському державному педагогічному інституті.
У 1985 році повертається до Києва. Помер 17 січня 1987 року в Києві.

## Проєкти

### Реалізовані проєкти[1]
- Станція метро (архітектори станції Є. І. Катонін, В. К. Скугарєв, Г. Є. Голубєв; архітектори вестибюля І. Г. Таранов, Г. С. Тосунов; художники мозаїк О. В. Мизін, Г. І. Опришко, А. Г. Іванов), Москва. — 1951—1953[2]
- Житловий будинок по Московській вулиці (Князів Острозьких), 5/2 (співавтор), Київ. — 1952—1953
- Адміністративний будинок по вул. Свєрдлова, 8 (співавтор), Київ. — 1952—1954
- Міжколгоспна гідроелектростанція на р. Мурафа, с. Біла, Вінницька область, УРСР. — 1958—1959
- Міжколгоспна гідроелектростанція на р. Аксай, Казахська РСР. — 1959—1960
- Станція метро «Вокзальна» (архітектор Є. І. Катонін, В. І. Єжов, В. К. Скугарєв, І. Г. Шемседінов; художник О. В. Мизін), Київ. — 1960[3]
- Архітектурний проєкт пам'ятника Богдану Хмельницькому, Кривий Ріг, УРСР. — 1960
- Палац культури мідно-електролітного комбінату, Верхня Пишма, Свердловська область, РРФСР. — 1961
- Автопавільйони на магістралях (12 об'єктів), Київ. — 1961—1965
- Річковий вокзал (інтер'єри), Київ. — 1962—1964
- Проєкт комплексного зовнішнього благоустрою, Актюбинськ, Казахська РСР. — 1962—1965
- Гайворонська гідроелектростанція на р. Південний Буг, Гайворон, Кіровоградська область, УРСР. — 1963—1967
- Проєкт комплексного зовнішнього благоустрою, Жданів (Маріуполь), УРСР. — 1964—1967
- Знак в'їзду в Київ з боку Москви, Київ. — 1966
- Автопавільйони на магістралях (16 об'єктів за 4 — ма повторно застосовуваними проєктами), Київ. — 1966—1967
- Проєкт комплексного зовнішнього благоустрою, Мукачеве, Закарпатська область, УРСР. — 1966—1969
- Проєкт місця відпочинку в середовищі міської забудови з малими архітектурними формами, ВДНГ УРСР (срібна медаль на ВДНГ СРСР), Київ. — 1968
- Арка в'їзду в місто Братськ з боку аеропорту, Іркутська область, РРФСР. — 1969
- Турбаза «Терменлік» на 300 місць в урочищі Чунгескен, Буйнакський район, Дагестанська АССР. — 1969—1974[4]
- Проєкт реконструкції будівлі дитячого садка «Орлятко» з вирішенням інтер'єрів та благоустрою території, Махачкала, Дагестанська АССР. — 1970—1971
- Будинок планетарію Дагестанського державного університету (спільно з конструктором Г. Амінтаевим; за участю студентів Д. Амінтаева, В. Ізмайлова, О. Востровою; виконання скульптурних робіт спільно з групою студентів II курсу інженерно-будівельного факультету ДГУ), Махачкала, Дагестанська АССР. — 1970—1971[4][5][6]
- Сквер на честь героїв Громадянської війни, Дербент, Дагестанська АССР. — 1971—1972[7]
- Знак в'їзду в селище Карабудахкент з виконанням скульптурних робіт (спільно з З. Р. Рабадановим), Карабудахкентський район, Дагестанська АССР. — 1971—1972[4]
- Джерело в селищі Карабудахкент, Дагестанська АССР. — 1972
- Проєкт реконструкції фасадів та інтер'єрів будівлі Палацу культури в селищі Кокрек з виконанням скульптурних робіт (спільно з З. Р. Рабадановим), Хасавюртовський район, Дагестанська АССР. — 1972—1973[4]
- Реконструкція фасадів адміністративного корпусу турбази з виконанням скульптурних робіт (спільно з З. Р. Рабадановим, за участю Ш. Шапіева), Дербент, Дагестанська АССР. — 1974—1976
- Монументально-декоративна композиція з дерева на стіні холу 2-го поверху в будівлі міжшкільного комбінату (В. К. Скугарєв, З. Р. Рабаданов, О. Омаров, Г. Омаров, Е. Корєнков), Махачкала, Дагестанська АССР. — 1975
- Кафе «Балхар» (В. К. Скугарєв, З. Р. Рабаданов), Махачкала, Дагестанська АССР. — (?)[4]
- Будинок культури в селищі Чиркей, Буйнакський район, Дагестанська АССР. — (?)[4]
- Проєкт реконструкції фасадів та інтер'єрів Палацу культури в с. Нестерівка, Сунженський район, Чечено-Інгушська АРСР. — 1977—1979
- Проєкт реконструкції будівлі школи № 6 (у співавторстві [?]), Махачкала, Дагестанська АССР. — 1978
- Проєкт літнього кінотеатру в міському парку (в співавторстві [?]), Махачкала, Дагестанська АССР. — 1977—1982
- Проєкт планування скверу з малими архітектурними формами (у співавторстві з архітектором Х. Кутієвим), Буйнакськ, Дагестанська АССР. — 1978—1980
- Проєкт рішення головного входу в Дагестанський державний педагогічний інститут з малими архітектурними формами, Махачкала, Дагестанська АССР. — 1977—1978

### Нереалізовані проєкти[1]
- Проєкт Тріумфальної арки на честь 300-річчя Возз'єднання України з Росією в Києві (проєкт під девізом «Народам-богатирям»), Академія архітектури УРСР, група професора В. Заболотного: архітектори В. Георгієв, В. Єжов, В. Зарецький, В. Савченко, В. Скугарєв; скульптори: Н. Гаркуша, І. Коломієць. І. Першудчев. — 1-а премія. — Початок будівництва 1954—1955 роки (не здійснено)[8]
- Проєкт монумента на честь Возз'єднання України з Росією в Переяславі, УРСР (Академія архітектури УРСР, співавтори (?)). — 1-я премія. — 1954—1955
- Проєкт пам'ятника героям — краснодонцям у районі шурфу шахти № 5, Краснодон, Луганська область, УРСР (розділені 1-а і 2-а премія). — 1966
- Замовлений конкурсний проєкт монументального комплексу «Бабин яр» (закритий конкурс), Київ. — 1967
- Проєкт реконструкції парку ім. Ленінського комсомолу, Махачкала, Дагестанська АССР. — 1970

## Публікації
- Скугарев В. К.  Габариты сельских ГЭС // Строительство и архитектура. — 1958. — № 2. (рос.)
- Скугарев В. К.  Больше внимания архитектуре сельских ГЭС // Бюллетень строительной техники. — 1958. — № 1. (рос.)
- Скугарев В. К. Архитектура автопавильонов из сборного железобетона // Архитектура СССР. — 1958. — № 2. (рос.)
- Скугарев В. К.  Повышение архитектурно-строительных качеств сельских ГЭС // Сільське будівництво. — 1959. — № 1. (рос.)
- Дёмин Н. М., Скугарев В. К.  Формирование архитектурно-художественного облика города // Строительство и архитектура. — 1963. — № 4. (рос.)
- Дёмин Н. М., Скугарев В. К.  Новые павильоны на магистралях города Киева // Коммунальное хозяйство. — 1964. — № 1. (рос.)
- Скугарев В. К.  Ворота міста // Городское хозяйство Украины. — 1964. — № 2. (рос.)
- Скугарев В. К., Дёмин Н. М., Аполлонов И. Г.  Шефская работа // Строительство и архитектура. — 1962. — № 9. (рос.)
- Скугарев В. К.  Для благоустройства городов // Строительство и архитектура. — 1965. — № 2. (рос.)
- Скугарев В. К. Новые типы остановок городского транспорта // Міське господарство України. — 1965. — № 4. (рос.)
- Скугарев В. К.  Малые архитектурные формы во внешнем благоустройстве городов // Архитектура СССР. — 1967. — № 8. (рос.)
- Скугарев В. К., Коберник В. П.  Местные строительные материалы в архитектуре малых форм // Наука и техника в городском хозяйстве. — 1966. — № 4. (рос.)
- Скугарев В., Лазаревский Д.  По городам Румынии и Болгарии // Городское хозяйство Украины. — 1967. — № 2. (рос.)
- Скугарев В., Соколов В., Шкляр А.  Благоустройство и озеленение городов // Строительство и архитектура. — 1968. — № 2. (рос.)
- Скугарев В. К. Щоб гарно було в наших селах // Сельское строительство. — 1968. — № 6. (рос.)
- Скугарев В. К.  Малые архитектурные формы (альбом). — Киев: Будівельник, 1968. (рос.)
- Скугарев В. К. Художественная керамика во внешнем благоустройстве городов // Сборник научных сообщений по строительству и архитектуре ДГУ. — 1969. — № 4. (рос.)
- Скугарев В. К.  Применение естественного камня как декоративного материала во внешнем благоустройстве городов // Сборник научных сообщений по строительству и архитектуре ДГУ. — 1969. — № 4. (рос.)
- Скугарев В., Алиев Л.  Использование стандартных строительных элементов в благоустройстве населенных мест // Сборник научных сообщений по строительству и архитектуре. — 1971. — № 5. (рос.)
- Скугарев В. К.  Малые архитектурные формы (альбом). — 2-е изд., перераб. — Киев: Будівельник, 1971. (рос.)
- Скугарев В. К.  Дерево как материал для малых архитектурных форм // Сборник научных сообщений по строительству и архитектуре. — 1972. — № 5. (рос.)
- Скугарев В. К.  От пластической формы в природе к декоративной скульптуре в благоустройстве населенных мест // Сборник научных сообщений по строительству и архитектуре. — 1973. — № 6. (рос.)
- Скугарев В. К.  Малые архитектурные формы в народном зодчестве Дагестана (родники) // Сборник научных трудов (материалы XXXV научно-студенческой конференции МАрхИ). — М., 1973. (рос.)
- Скугарев В. К. Малые архитектурные формы в народном зодчестве Дагестана // Сборник научных сообщений по строительству и архитектуре. — 1973. — № 6. (рос.)
- Скугарев В. К.  Зодчество Дагестана: рецензия к сборнику статей // Советский Дагестан. — 1976. — № 6. (рос.)
- Скугарев В. К. Архитектурные формы родников в народном зодчестве Дагестана // Традиции и современность. Сборник статей. — 1977. (рос.)
- Скугарев В. К. Синтез монументально-декоративного искусства и архитектуры Дагестана // Народное декоративно-прикладное искусство Дагестана и современность. Сборник научных трудов Института языка, литературы и искусства Дагестанского научного центра РАН. — 1979. (рос.)
- Скугарев В. К. Малые архитектурные формы в народном зодчестве Дагестана (родники, мечети) // Энциклопедический словарь. — Махачкала, 1981. (рос.)

## Виставки
- Персональна виставка, Будинок архітектора, Москва, 1971
- «Советский Юг», 4-а зональна художня виставка, Орджонікідзе, 1974
- «Советский Юг», 5-а зональна художня виставка, Махачкала, 1979
- Республіканська художня виставка, присвячена 60-річчю Дагестанської АРСР, виставковий зал Спілки художників, Махачкала, 1981
- Республіканська художня виставка, присвячена 60-річчю СРСР, виставковий зал Спілки художників, Махачкала, 1982
- Персональна виставка, виставковий зал Спілки художників, Махачкала, 1983
- Виставка акварелей Вадима Скугарєва, Будинок архітектора, Київ, 1998

## Колекції
- Дагестанський музей образотворчих мистецтв ім. Патімат Гамзатової
- Дагестанський Державний об'єднаний історичний і архітектурний музей

## Премії
- 1972 — Лауреат Республіканської Державної премії ім. Гамзата Цадаси, за архітектурне і скульптурне рішення будівлі планетарію Дагестанського Державного університету

## Цитати
За словами В. Єжова (головний архітектор Києва 1981—1987): 
|  | Талантливый архитектор, художник-акварелист, рисовальщик; в целом очень колоритная открытая натура. Из-под его руки выходили изящные, тонко нарисованные акварели… |